# Jeff DaRosa
Jeffrey DaRosa (Watertown, 6 de julho de 1982), é um multi-instrumentista estadunidense e membro da banda de punk rock Dropkick Murphys.

## Carreira
Jeffrey cresceu em Watertown (no subúrbio de Boston) e em Somerville ( cidade ao norte de Boston). Mais tarde DaRosa se mudou para Nova York, onde entrou na banda The Exit.
Em 2008, após Marc Orrell deixar o Dropkick Murphys, foi anunciado que DaRosa iria entrar na banda.

## Vida pessoal
Ele se casou com Michelle Nolan do Straylight Run em 8 de outubro de 2006, e saiu em turnê com a banda como músico de apoio.